# Petra Kappert
Petra Kappert (* 3. April 1945 in Berlin; † 23. Mai 2004 in Berlin) war eine deutsche Turkologin.
Petra Kappert war Professorin für Turkologie in der Abteilung für Geschichte und Kultur des Vorderen Orients am Asien-Afrika-Institut der Universität Hamburg. Sie veröffentlichte Arbeiten über die moderne türkische Literatur und wirkte als deutsche Herausgeberin zeitgenössischer türkischer Literatur. Sie nahm u. a. kritisch Stellung gegen die Entscheidung, mit der das Bundesverfassungsgericht das Schächten für zulässig erklärte.

## Schriften
- Ingeborg Bröer, Ruth Haertkötter, Petra Kappert (Hrsg.), Türken in Berlin 1871–1945, Berlin und New York (Walter de Gruyter) 2002, ISBN 3-11-017465-0